# 吕亚臣
吕亚臣（1960年—），黑龙江庆安人，汉族，中华人民共和国政治人物、第十一届全国人民代表大会上海地区代表。
毕业于燕山大学机械学院机械制造及自动化专业。加入中共，担任上海电气重工集团总裁。2008年起担任全国人大代表。
2020年自上海电气集团副总裁位置退休。2021年8月，因涉嫌严重违纪违法被上海市纪委调查，并开除党籍。2023年2月，因犯贪污罪、受贿罪、挪用公款罪、为亲友非法牟利罪、重婚罪，被判处有期徒刑20年，并处罚金360万元。